# Parahyparrhenia
Parahyparrhenia is een geslacht uit de grassenfamilie (Poaceae). De soorten van dit geslacht komen voor in delen van Afrika en Azië.

## Soorten
Van het geslacht zijn de volgende soorten bekend: 
- Parahyparrhenia annua
- Parahyparrhenia bellariensis
- Parahyparrhenia jaegeriana
- Parahyparrhenia laegaardii
- Parahyparrhenia perennis
- Parahyparrhenia siamensis
- Parahyparrhenia tridentata